# Artàban V de Pàrtia
Artàban V fou rei de Pàrtia des del 209 al 226
Es va rebel·lar el 209 contra son germà Vologès VI de Pàrtia i es va apoderar de la part occidental de l'Imperi, singularment Mesopotàmia, la Mèdia del sud i l'Atropatene.
La regió de Persis era governada per la dinastia de prínceps del casal de Bazerandian i vers el 208 es va revoltar contra ells un noble de nom Papak, fill de Sassan, que va assolir el poder i fou proclamat príncep. És probable que els derrocats Bazerandian foren fidels a Vologès VI mentre Papak es va aliar a Artàban.
El 216 l'emperador Caracal·la va demanar a Artàban la mà de la seva filla, però Artàban va desestimar la petició. Això va irritar a Caracal·la que amb diversos pretexts va buscar la guerra amb els parts, i va entrar en el seu territori devastant la província d'Assíria i la de Mèdia Atropatene; les tombes dels reis a Arbela foren profanades i els ossos escampats (Caracal·la suposava que es tractava dels ossos dels reis arsàcides però a Arbela només hi podia haver reis d'Adiabene, si és que hi eren); els nobles parts fets presoners foren executats per ordre expressa de l'emperador. Caracal·la va ser assassinat el 8 d'abril del 217 i des de llavors els parts van passar al contraatac. La gran Batalla de Nísibis va durar dos dies i els parts obtingueren dues victòries seguides. El nou emperador Macrí va comprar la pau per dos-cents milions de sestercis, havent de reconèixer als parts com foedus aequum i a Tiridates II d'Armènia
Una de les versions de la història de Pèrsia diu que el 222 va morir Papak i el va succeir el seu fill Shapur però va morir en un accident i el seu germà Ardashir, que ja estava rebel·lat contra el pare per haver designat hereu a l'altre fill, va assolir el poder. L'altra versió diu que Ardeshir va triomfar sobre el seu pare i va fer executar a son germà. Fos com fos, Ardeshir fou des de llavors príncep de Pèrsia i aliat al rei Artàban que li tenia tota la confiança, ja que va conquerir Caramània al seu germà i rival Vologès VI. Però Ardeshir conspirava contra el rei i va fomentar una rebel·lió de nobles a l'Atropatene; els rebels van rebre assistència de Ardeshir. Artàban va marxar contra ells però fou derrotat i mort prop de Ram-Ormuz, entre Bebehan i Sosirate, a la batalla D'Hormozgan de final del 226.
Es va proclamar rei el seu fill Artabaces.